# 玉村警部補の災難
『玉村警部補の災難』（たまむらけいぶほのさいなん）は、2012年2月10日に宝島社から刊行された海堂尊の小説。

## 概要
別冊宝島から毎年、発行されている「このミステリーがすごい!」に著者が寄稿した4作の短編小説を書籍化したもので、著者のデビュー作、「チーム・バチスタの栄光」から続く「田口・白鳥シリーズ」の脇役である桜宮警察署の玉村誠警部補と、彼を振り回す上司の加納達也警視正の活躍が描かれており、玉村が受診した東城大学医学部付属病院不定愁訴外来責任者の田口公平とともに個々の案件を振り返る内容で構成されている。

## 主要登場人物
玉村誠
桜宮警察署捜査一課勤務の警部補。加納の部下。
加納達也
警察庁刑事局刑事企画課電子網監察室室長の任にあるが、桜宮警察署に出向中。階級は警視正。白鳥圭輔とは大学時代からの腐れ縁で白鳥を顎で使える数少ない人物。あだ名は「デジタルハウンドドッグ（電子猟犬）」。
田口公平
東城大学医学部付属病院講師及び同病院の不定愁訴外来責任者。

### 東京都二十三区内外殺人事件
「このミステリーがすごい! 2008年版」に収録。「イノセント・ゲリラの祝祭」と時系列でリンクする部分があり、本書に先駆けて文庫版の「イノセント・ゲリラの祝祭」に組み込まれる構成で書籍化されている。

#### ストーリー
東城大学医学部付属病院の窓際講師・田口公平は厚生労働省窓際官僚の白鳥圭輔からの要請で、厚生労働省の会議に出席するため上京。会議からの帰り道で白鳥と別れた田口は公園で身元不明の遺体と遭遇し、白鳥の指示で遺体を監察医務院に運び込み解剖を依頼する。

#### 登場人物
白鳥圭輔
厚生労働省大臣官房秘書課付技官及び医療過誤死関連中立的第三者機関設置推進準備室室長。田口が発見した身元不明の遺体を監察医務院に運び込む。
高階権太
東城大学医学部付属病院院長。
田上義介
田上医院院長。神奈川県嘱託警察医。
肥田
かつて白鳥が非常勤で勤めていた東京都監察医務院院長。

### 青空迷宮
「このミステリーがすごい! 2009年版」に収録。

#### ストーリー
桜宮市のサクラテレビが企画した、かつて一世を風靡した芸人によるバラエティ番組の収録中に殺人事件が発生。捜査のため桜宮警察署の玉村警部補と加納警視正がやってくる。

#### 登場人物
棚橋
桜宮警察署鑑識。
真木裕太
「ハイパーマン・バッカス」の物真似をして一世を風靡した、お笑いトリオ・「パッカーマン・バッカス」のコント作成担当。しかし、人気低迷で現在はサクラテレビのADをしており、この番組の企画を提案する。
利根川一郎
「パッカーマン・バッカス」のツッコミ担当。現在は司会業やコメンテーターなどピンでの活動が主となっている。
コンジロウ
「パッカーマン・バッカス」のひとり。
久美
かつて売れない芸人の物真似という芸で活躍した芸人。番組の出演者。
諸田藤吉郎
サクラテレビのプロデューサー。「バッサリ斬るド」は彼を語る上で欠かせない高視聴率番組。
小松
サクラテレビの女性ディレクター。

### 四兆七千億分の一の憂鬱
「このミステリーがすごい! 2010年版」に収録。

#### ストーリー
夫と愛人がいる白井加奈という主婦が殺害された事件で、DNA鑑定の結果が一致したのは被害者とは何の接点もないフリーターだった。DNA鑑定は絶対であろうと関係者が思うなかで、加納は容疑者のアリバイや関係者の聞き込みを開始する。

#### 登場人物
棚橋
桜宮科学捜査研究所鑑識室室長。
白井加奈
被害者。夫がいるなかで松原と不倫関係にあった。
馬場利一
白井加奈とは接点が無いにもかかわらずDNA鑑定の結果、容疑者となったフリーター。玉村曰く、ネット上ではそこそこ有名なゲーマーで、”バンバン”というハンドルネームを使っている。
白井隆幸
加奈の夫。サンザシ薬品常務取締役。
松原
加奈の不倫相手。スキーのインストラクター。
斑鳩芳正
警察庁刑事局新領捜査作創生室室長。階級は加納と同じ警視正。桜宮警察署に出向し桜宮署広報課室長を務める。口数の少なさから「無声狂犬（サイレント・マッドドッグ）」の通り名を持つ。

### エナメルの証言
3年ぶりに寄稿された「このミステリーがすごい! 2012年版」に収録。

#### ストーリー
桜宮市では最近、東京から活動拠点を移転してきた新興暴力団・竜宮組の組員が焼身自殺で発見される事案が相次いで発生していたが、桜宮市警察は遺書も存在し、また歯科医による歯の治療跡の確認による鑑定でも不審な点が見られないと判断されていた。だが、自殺したとされる鯨岡組長の人となりを熟知する加納は、一連の焼身自殺に事件性を疑い抱き玉村と共に捜査に乗り出す。

#### 登場人物
栗田
歯科医だが患者への対応がお粗末なため、その腕を活かして非合法組織、「ホーネット・ジャム」の一員として「ネクロデンティスト」を密かに自称して生活している。
高岡儀助
栗田の師匠。スボラな性格だが確かな腕の持ち主。
黒サングラス
「ホーネット・ジャム」の一員で年中、黒服に黒サングラスをかけた本名不詳の男。
島津吾郎
放射線科准教授。持ち込まれた焼死体をAiにかける。
藤原真琴
不定愁訴外来専任看護師。
鯨岡組長
東京から活動拠点を桜宮に移転した新興暴力団、竜宮組の組長。焼死体で発見される。
蛸島要三
竜宮組舎弟頭。鯨岡組長と同様に焼死体で発見される。

## 書籍情報
- 単行本：2012年2月10日発売[1]、宝島社、ISBN 978-4-7966-8821-5
- 文庫本：2015年6月4日発売[6]、宝島社文庫、ISBN 978-4-8002-4046-0